# Дорошенко Олександр Давидович
Олександр Давидович Дорошенко (нар. 1902, село Путникове, тепер Дворічанського району Харківської області — 25 травня 1942, біла міста Балаклія Харківської області) — радянський військовий діяч, комісар 25-ї стрілецької Чапаївської ливізії, бригадний комісар. Депутат Верховної Ради СРСР 1-го скликання.

## Життєпис
Народився в бідній селянській родині. З 1913 року наймитував у заможних селян та поміщиків, пас худобу. З 1917 року працював робітником шкіряного заводу.
Після жовтневого перевороту 1917 року працював секретарем сільського комітету бідноти.
З 1920 року — червоноармієць окремої кавалерійської бригади РСЧА Південного фронту, яка воювала проти військ барона Врангеля.
Після демобілізації повернувся у рідне село, з 1922 року працював секретарем і головою Рідкодубівської сільської ради Дворічанського повіту.
Згодом працював секретарем Дворічанського повітового комітету КП(б)У Харківської губернії. З 1923 року був командиром одного із взводів підготовки допризовників Дворічанського військового комісаріату. Член РКП(б) з 1924 року.
З 1924 року перейшов на службу до Червоної армії. До 1933 року — політичний керівник роти, командир роти, військовий комісар зенітного артилерійського дивізіону.
У 1933 році вступив до Військово-політичної академії імені Толмачова (імені Леніна) в Ленінграді, після закінчення якої був призначений у 1937 році військовим комісаром 25-ї стрілецької Чапаєвської Червонопрапорної ордена Леніна дивізії у місті Полтаві, де служив до 1938 року.
З 1938 по 1939 роки — бригадний комісар 12-ї армії РСЧА у місті Одесі, член Військової ради Одеської групи військ.
Під час німецько-радянської війни служив військовим комісаром 41-ї стрілецької дивізії РСЧА Донського фронту. У кінці травня 1942 року дивізія понесла значні втрати і потрапила в оточення біля Балаклії. 25 травня 1942 року Дорошенко загинув в одному з боїв на Харківщині (за іншими даними — вчинив самогубство).

## Звання
- бригадний комісар (2.08.1938)